# Phil Morris
Phillip Morris (Iowa City, 4 april 1959), is een Amerikaans acteur, stemacteur en scenarioschrijver.

## Biografie
Morris begon in 1966 met acteren in de televisieserie Star Trek. Hierna heeft hij nog meerdere rollen gespeeld in televisieseries en films zoals Star Trek III: The Search for Spock (1984), The Young and the Restless (1984-1986), Mission: Impossible (1988-1990), Jingle All the Way (1996), Melrose Place (1996-1997), Wag the Dog (1997), Seinfeld (1995-1998) en Smallville (2006-2010). De laatste jaren is hij ook actief als voice-over voor videogames en animatieseries en films zoals Atlantis: The Lost Empire (2001), Danny Phantom (2004-2006), Kim Possible (2003-2007), Legion of Super-Heroes (2007-2008), Black Panther (2010) en Command & Conquer 4: Tiberian Twilight (2010). 
Morris is ook actief als scenarioschrijver, hij heeft in 2010 en 2011 drie korte films geschreven. In 2010 heeft hij Jackie Chiles Knows the Internet en Jackie Chiles Knows Barack Obama geschreven. In 2011 heeft hij Jackie Chiles Knows Tiger Woods geschreven.
Morris is in 1983 getrouwd en heeft hieruit twee kinderen. Morris is ook een actief Kungfu beoefenaar.

## Prijs
- 2011 - NAACP Image Awards in de categorie Beste Acteur in een Comedy Serie met de televisieserie Love That Girl – genomineerd.

## Filmografie

### Animatiefilms
Selectie:
- 2003 Atlantis: Milo's Return – als Sweet
- 2001 Atlantis: The Lost Empire – als Dr. Joshua Strongbear Sweet

### Films
Selectie:
- 2009 Black Dynamite – als Saheed
- 2008 Meet the Spartans – als boodschapper
- 2007 Underdog – als Supershep (stem)
- 1997 Wag the Dog – als co-piloot
- 1996 Jingle All the Way – als Gale Force
- 1984 Star Trek III: The Search for Spock – als leerling Foster

### Animatieseries
Selectie:
- 2022 Young Justice - als Lor-Zod / Dru-Zod / Noble Davis - 8 afl.
- 2018 - 2022 Craig of the Creek - als Earl / opa - 9 afl.
- 2018 Bravest Warriors - als George - 5 afl.
- 2014 The Boondocks - als stem - 1 afl.
- 2012 - 2013 Ultimate Spider-Man - als Max Fury / Scorpio / leeuwachtige Zodiac - 2 afl.
- 2008 – 2010 The Secret Saturdays – als Doc Saturday / dr. Odele / Doc Monday – 25 afl.
- 2010 Black Panther – als W'Kabi / M'Butu / raadslid / mijnwerker – 5 afl.
- 2009 Batman: The Brave and the Bold – als Jonah Hex / Fox – 2 afl.
- 2008 Wolverine and the X-Men – als Colossus / Peter Rasputin / Randy – 1 afl.
- 2008 Back at the Barnyard – als kind van Bessy – 1 afl.
- 2007 – 2008 Legion of Super-Heroes – als Imperiex / Kandorian – 7 afl.
- 2003 – 2007 Kim Possible – als toegevoegde stemmen / Falsetto Jones / Jake – 6 afl.
- 2006 – 2007 American Dragon: Jake Long – als kolonel Hank Carter – 2 afl.
- 2004 – 2006 Danny Phantom – als Darmon Gray / Damon – 5 afl.
- 2002 – 2003 Justice League – als Vandal Savage / Generaal / soldaat – 7 afl.
- 2003 Static Shock  - als Jonathan Vale / vader van Shenice – 2 afl.

### Televisieseries
Selectie:
- 2019 - 2023 Doom Patrol - als Silas Stone - 19 afl.
- 2022 Bosch: Legacy - als John Creighton - 8 afl.
- 2018 Work in Progress - als Phil Morris - 6 afl.
- 2014 - 2016 Baby Daddy - als Marshall Dobbs - 3 afl.
- 2012 - 2014 Shelf Life - als Black Velvet - 6 afl.
- 2010 - 2014 Love That Girl – als Delroy Jones – 15 afl.
- 2011 - 2013 Shake It Up! - als dr. Curtis Blue - 5 afl.
- 2006 – 2010 Smallville – als John Jones / Buitenaardse premiejager – 11 afl.
- 2003 Wanda at Large – als Bradley Grimes – 7 afl.
- 1998 Love Boat: The Next Wave – als hoofd purser Will Sanders – 7 afl.
- 1995 – 1998 Seinfeld – als Jackie Chiles – 6 afl.
- 1997 In the House – als dr. Goldwire – 4 afl.
- 1996 – 1997 Melrose Place – als Walter – 7 afl.
- 1990 – 1991 WIOU – als Eddie Brock – 14 afl.
- 1988 – 1990 Mission: Impossible – als Grant Collier – 35 afl.
- 1987 – 1988 Marblehead Manor – als Jerry Stockton – 24 afl.
- 1984 – 1986 The Young and the Restless – als Tyrone Jackson – 13 afl.
- 1966 Star Trek – als jongen – 1 afl.

### Computerspellen
Selectie:
- 2019 Days Gone - als kapitein Derrick Kouri
- 2018 Spider-Man - als dr. Morgan Michaels
- 2013 Saints Row IV - als mr. Sunshine
- 2013 Saints Row: The Third - als stem
- 2010 Command & Conquer 4: Tiberian Twilight – als stem
- 2009 Red Faction: Guerrilla – als stem
- 2008 Kung Fu Panda – als stem
- 2008 Destroy All Humans! Big Willy Unleashed – als Blasto
- 2007 Command & Conquer 3: Tiberium Wars – als stem
- 2005 Ratchet: Deadlocked – als Reactor / Merc / kapitein Starshield
- 2003 Command & Conquer: Generals – als stem
- 2001 Command & Conquer: Yuri's Revenge – als stem

- Biblioteca Nacional de España: XX1541189
- Bibliothèque nationale de France: cb17063233m (data)
- International Standard Name Identifier: 0000 0001 1524 5180
- Library of Congress Control Number: no2011022789
- Virtual International Authority File: 168072299
- WorldCat: E39PBJhmJfbqTk8X63hb39pMfq